# Hoodlum (1997)
Hoodlum is een misdaadfilm uit 1997, geregisseerd door Bill Duke. De film is gebaseerd op de waargebeurde strijd tussen de twee gangsters Ellsworth "Bumpy" Johnson en Artur "Dutch" Schultz.

## Inhoud
Wanneer de gangster Bumpy Johnson vrijgelaten wordt uit de gevangenis komt hij erachter dat zijn geliefde Harlem ten prooi is gevallen aan de gangster Dutch Schultz. Wanneer deze ook nog eens de illegale loterij van zijn bazin Madame Queen overvalt is de maat vol en neemt Bumpy Johnson het op tegen Dutch Schultz.

## Rolverdeling
| Acteur                | Personage                          |
| --------------------- | ---------------------------------- |
| Laurence Fishburne    | Ellsworth "Bumpy" Johnson          |
| Tim Roth              | Dutch Schultz                      |
| Andy Garcia           | Charles "Lucky" Luciano            |
| Vanessa Williams      | Francine Hughes                    |
| Cicely Tyson          | Stephanie "Madame Queen" St. Clair |
| Chi McBride           | Illinois Gordon                    |
| Clarence Williams III | "Bub" Hewlett                      |
| Richard Bradford      | Jack Foley                         |
| William Atherton      | Thomas E. Dewey                    |
| Loretta Devine        | "Pigfoot" Mary                     |
| Queen Latifah         | Sulie                              |
| Ed O'Ross             | Bernard "Lulu" Rosenkrantz         |
| Eddie Bo Smith Jr.    | Tee-Ninchy                         |
| Mike Starr            | Albert Salke                       |
| Paul Eckstein         | Dutch's Thug                       |
| Beau Starr            | Jules Salke                        |
| Paul Benjamin         | "Whispers"                         |
| Tony Rich             | Duke Ellington                     |